# White Lake, Ontario
White Lake är en sjö i Kanada.   Den ligger i countyt Lanark County och provinsen Ontario, i den sydöstra delen av landet, 70 km väster om huvudstaden Ottawa. White Lake ligger 169 meter över havet.
I omgivningarna runt White Lake växer i huvudsak blandskog. Runt White Lake är det mycket glesbefolkat, med 2 invånare per kvadratkilometer.